# Gert van den Bergh
Gert Nicolaas van den Bergh (né le 16 octobre 1920 à Johannesburg au Transvaal, Afrique du Sud et mort le 16 février 1968, au Cap, Afrique du Sud) est un acteur sud-africain.

## Filmographie
- 1942 : Die Lig van 'n Eeu (1942)
- 1946 : Pinkie se Erfenis (1946) - Willem
- 1947 : Simon Beyers (1947) - Nicolaas Beyers
- 1948 : Die Kaskenades van Dokter Kwak (1948) - Poggenpoel
- 1952 : Hans-die-Skipper (1952) - Johan
- 1953 : Inspan (1953) - Dirk de Vos
- 1954 : n Plan is 'n Boerdery (1954) - Wessel Maritz
- 1955 : Vadertjie Langbeen  - Jacques
- 1955 : Matieland!  - MC
- 1957 : Dis Lekker om te Lewe - Commandant
- 1958 : Diamond Safari - Directeur du campement
- 1958 : Fratse in die Vloot
- 1959 : Nooi van my Hart - Hans
- 1960 : Rip van Wyk - Oom (Oncle)
- 1960 : Die Vlugteling - Détective Sgt. Malan
- 1961 : Basie (1961) - Sergent de police
- 1961 : Les Diables du Sud - Dr. Weiser
- 1962 : Die Tweede Slaapkamer - van Dyk
- 1962 : Tom Dirk en Herrie - Grové
- 1962 : Stropers van die Laeveld
- 1962 : Jy's Lieflik Vanaand - Anton Fourie
- 1963 : Die Ruiter in die Nag - Lodewyk van Renen
- 1964 : Le Secret de la liste rouge - L'Arabe
- 1964 : Zoulou - Lieutenant Josef Adendorff
- 1964 : Piet my Niggie - L'annonceur à la Radio
- 1964 : Victim Five (1964) - Vanberger
- 1964 : Seven Against the Sun (1964) - Cpl. Smit
- 1965 : Tokoloshe
- 1965 : Debbie - Dr. Chris Hugo
- 1965 : La Proie nue - 2nd homme
- 1965 : Diamond Walkers - Piet Truter
- 1965 : King Hendrik - Koos de Wet
- 1965 : Die Wonderwêreld van Kammie Kamfer
- 1966 : Der Rivonia-Prozess - Alan Paton
- 1966 : The Second Sin (1966) - Anton Rossouw
- 1967 : Wild Season (1967) - Dirk Maritz
- 1967 : Die professor en die Prikkelpop (1967) - Dr. Koos Hattingh
- 1967 : The Jackals - L'ivrogne
- 1968 : Die Kandidaat - Lourens Niemand
- 1968 : Rider in the Night
- 1969 : Sandy the Seal - Jacobson